# Anders Randrup
Anders Degn Randrup (Dinamarca, 16 de julio de 1988), futbolista danés. Juega de defensa y su actual equipo es el Brøndby IF de la Superliga de Dinamarca. 

## Selección nacional
Ha sido internacional con la Selección de fútbol de Dinamarca, ha jugado 1 partido internacional.

## Clubes
| Club       | País      | Año   |
| ---------- | --------- | ----- |
| Brøndby IF | Dinamarca | 2007- |

- Datos: Q2499565